# Anormogomphus heteropterus
Anormogomphus heteropterus – gatunek ważki z rodziny gadziogłówkowatych (Gomphidae).